# Borna Gojo
Borna Gojo (* 27. Februar 1998 in Split) ist ein kroatischer Tennisspieler.

## Karriere
Gojo spielte auf der ITF Junior Tour Tennis, konnte sich dort aber nie für ein Grand-Slam-Turnier qualifizieren. Er erreichte mit Rang 143 Anfang 2016 seine beste Platzierung in der Junior-Weltrangliste.
2016 stieg er um zu den Profis und spielte fortan Matches der drittklassigen ITF Future Tour. Auf dieser konnte er im Dezember das erste Finale erreichen, das er gegen Aleksandar Lasow verlor. Im Doppel gelangen ihm seine ersten beiden Future-Titel. Sein erstes Profijahr beendete er auf Platz 830 der Weltrangliste. Im Januar 2017 begann er ein Studium an der Wake Forest University, wo er auch College Tennis spielte, aber an weniger Profiturnieren teilnehmen konnte. Ende des Jahres nahm er in Indien an zwei Turnieren der ATP Challenger Tour teil, die höher als die Future Tour dotiert ist. In Pune und Bangalore überstand er die Qualifikation und musste jeweils im Hauptfeld gegen den Setzlistenzweiten Adrián Menéndez antreten. Im zweiten Match gewann er und zog ins Achtelfinale ein. Das Jahr beendete er auf Rang 600.
2018 gelangen Gojo neben dem College Tennis erneut kleine Erfolge bei Challengers. Auch in Lexington und in Vancouver überstand er die Qualifikation und erreichte das Viertelfinale respektive das Achtelfinale. Eine Woche später bekam er in Winston-Salem, der Stadt seiner Hochschule, eine Wildcard für das Hauptfeld. Dort unterlag er Ryan Harrison. Im selben Monat knackte er erstmals die Top 500 der Weltrangliste.
2019 debütierte er für die kroatische Davis-Cup-Mannschaft.
Seinen größten Erfolg feierte Gojo bei den US Open 2023, als er als Qualifikant erstmals in das Achtelfinale eines Grand-Slam-Turniers einzog.

## Erfolge
| Legende (Anzahl der Siege) |
| Grand Slam                 |
| ATP Finals                 |
| ATP Tour Masters 1000      |
| ATP Tour 500               |
| ATP Tour 250               |
| ATP Challenger Tour (2)    |

### Einzel

#### Turniersiege
| Nr. | Datum            | Turnier              | Belag         | Finalgegner  | Ergebnis  |
| --- | ---------------- | -------------------- | ------------- | ------------ | --------- |
| 1.  | 30. Oktober 2022 | St. Ulrich in Gröden | Hartplatz (i) | Lukáš Klein  | 7:64, 6:3 |
| 2.  | 27. Oktober 2024 | Sioux Falls          | Hartplatz (i) | Colton Smith | 6:1, 7:5  |

## Abschneiden bei Grand-Slam-Turnieren

### Einzel
| Turnier         | 2021 | 2022 | 2023 | 2024 | 2025 | Karriere |
| --------------- | ---- | ---- | ---- | ---- | ---- | -------- |
| Australian Open | Q3   | —    | —    | —    | Q3   | —        |
| French Open     | Q2   | 2    | Q2   | —    | —    | 2        |
| Wimbledon       | Q1   | Q1   | 1    | —    | Q1   | 1        |
| US Open         | Q1   | Q2   | AF   | Q2   |      | AF       |

Zeichenerklärung: S = Turniersieg; F, HF, VF, AF = Einzug ins Finale / Halbfinale / Viertelfinale / Achtelfinale; 1, 2, 3 = Ausscheiden in der 1. / 2. / 3. Hauptrunde; Q1, Q2, Q3 = Ausscheiden in der 1. / 2. / 3. Qualifikationsrunde; nicht ausgetragen